# Académie des sciences de la république de Corée
L' Académie des sciences de la république de Corée est une structure de recherche regroupant 150 scientifiques de Corée du Sud. Elle est créée en 1954 à Séoul.